# Herb powiatu kraśnickiego
Herb powiatu kraśnickiego – jeden z symboli powiatu kraśnickiego, autorstwa Janusza Łosowskiego, ustanowiony 29 grudnia 2000.

## Wygląd i symbolika
Herb przedstawia na tarczy  w polu czerwonym połujelenia srebrnego ze złota koroną na szyi, a pod nim trzy wręby srebrne (herb Korczak).